# Jimmie Walker
James Carter Walker Jr., mais conhecido como Jimmie Walker (Bronx, 25 de junho de 1947) é um ator e comediante estadunidense. Também teve sua participação no seriado Todo Mundo Odeia O Chris, como o pai de Rochelle.

## Biografia
Nasceu em 25 de junho de 1947, no bairro de South Bronx, em Nova York. Quando criança, Jimmie se juntou a Theodore Roosevelt High School. Ele também conseguiu continuar sua educação complementar com a ajuda de Pesquisa de Educação, Avaliação e Conhecimento. Ele se juntou à engenharia de rádio com WRVR. Ele se tornou um cronômetro completo com WRVR em 1967. Ele começou sua carreira de carreira no final da década de 1960. Ele apareceu em Rowan & Martin's Laugh In e no Jack Paar Show e depois ele foi descoberto pelo diretor de elenco para Good Times.
Ele foi nomeado em Globo de Ouro, pela primeira vez em sua vida em 1975. Ele foi indicado neste prêmio por seu papel na série de televisão Good Times. Ele foi nomeado neste prêmio de Melhor Ator Coadjuvante-Televisão. Ele é principalmente popular por protagonizar o papel de retratar James Evans, Jr. na série de televisão Good Times. Esse papel ele obteve sua primeira nomeação em TV Land Awards. Ele também foi homenageado com esse prêmio nesse ano.

## Filmografia

### No cinema
| Ano  | Título                                                   | Personagem         | Notas     |
| ---- | -------------------------------------------------------- | ------------------ | --------- |
| 1975 | Let's Do It Again                                        | Bootney Farnsworth | —         |
| 1977 | The Greatest Thing That Almost Happened                  | Morris Bird III    | —         |
| 1978 | Rabbit Test                                              | Umbuto             | —         |
| 1979 | The Concorde... Airport '79                              | Boisie             | —         |
| 1980 | Airplane!                                                | —                  | —         |
| 1980 | Murder Can Hurt You!                                     | —                  | Telefilme |
| 1984 | The Jerk, Too                                            | —                  | —         |
| 1985 | Doin' Time                                               | Shaker             | —         |
| 1985 | Stiffs                                                   | —                  | —         |
| 1985 | Water                                                    | Jay Jay            | —         |
| 1987 | Kidnapped                                                | Chester            | —         |
| 1987 | Going Bananas                                            | Mozambo            | —         |
| 1991 | The Guyver                                               | Striker            | —         |
| 1992 | Home Alone 2: Lost in New York                           | —                  | —         |
| 1995 | Open Season                                              | Homer              | —         |
| 1995 | Monster Mash: The Movie                                  | Hathaway           | —         |
| 1997 | Plump Fiction                                            | Stingy Customer    | —         |
| 2000 | Shriek If You Know What I Did Last Friday the Thirteenth | —                  | —         |
| 2005 | A Very Elimidate Christmas                               | —                  | Telefilme |
| 2007 | Chasing Robert                                           | Jimmie "JJ" Walker | —         |
| 2010 | Big Money Rustlas                                        | —                  | —         |
| 2011 | Super Shark                                              | Dynamite Stevens   | —         |
| 2012 | What Goes Around Comes Around                            | —                  | —         |
| 2015 | Sweet Loraine                                            | Rudy Ray           | —         |
| 2015 | Renaissance Man                                          | —                  | —         |
| 2016 | The Comedian                                             | —                  | —         |
| 2016 | The Hospital Arrest                                      | Dr. Gerard Lemon   | —         |

### Na televisão

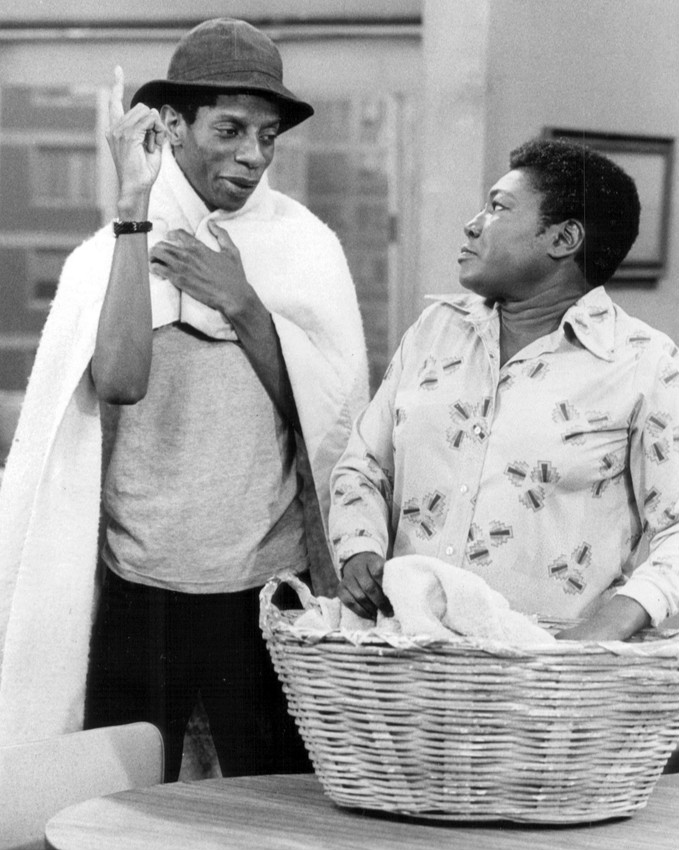
Jimmie Walker no papel que ficou conhecido como James Evans Jr. na série Good Times em 1974.

| Ano       | Título                    | Personagem              | Notas                                                      |
| --------- | ------------------------- | ----------------------- | ---------------------------------------------------------- |
| 1974      | Tony Orlando and Dawn     | —                       | —                                                          |
| 1974-1979 | Good Times                | James "J.J." Evans, Jr. | 133 episódios                                              |
| 1977      | The Bob Hope Show         | —                       | Episódio: Bob Hope's All-Star Comedy Tribute to Vaudeville |
| 1977-1985 | The Love Boat             | 5 personagens           | 6 episódios                                                |
| 1980      | B.A.D. Cats               | Rodney Washington       | Piloto                                                     |
| 1980      | The White Shadow          | ele mesmo               | Episódio: If Your Number's Up, Get It Down                 |
| 1982      | Today's F.B.I.            | Reggie                  | Episódio: Bank Job                                         |
| 1982      | Fantasy Island            | Jay                     | Episódio: The Beautiful Skeptic/The Lost Platoon           |
| 1983      | Cagney & Lacey            | Tony Brown              | Episódio: Chop Shop                                        |
| 1983      | At Ease                   | Sgt. Val Valentine      | 14 episódios                                               |
| 1984      | The Fall Guy              | John                    | Episódio: Losers Weepers: Part 1                           |
| 1987-1988 | Bustin' Loose             | Sonny Barnes            | 26 episódios                                               |
| 1994      | The Larry Sanders Show    | ele mesmo               | Episódio: The Gift Episode                                 |
| 1995      | In The House              | Darryl                  | Episódio: Nanna Don't Play                                 |
| 1995      | Deadly Games              | —                       | Episódio: The Camp Counselor: Part 1                       |
| 1996      | Night Stand               | J.J.                    | Episódio: Night Stand Lite                                 |
| 1996      | The John Larroquette Show | Slyde Wilson            | Episódio: Copies                                           |
| 1996      | L'histoire du samedi      | —                       | Episódio: Chienne de vie                                   |
| 2001      | The Drew Carey Show       | Lewis' Double           | Episódio: What's Wrong with This Episode IV                |
| 2001-2002 | Scrubs                    | ele mesmo               | 2 episódios                                                |
| 2002      | Son of the Beach          | Uncle Ben               | Episódio: Three Days of the Condom                         |
| 2003      | George Lopez              | Lionel                  | Episódio: Dubya, Dad and Dating: Part 1                    |
| 2006      | Minoriteam                | ele mesmo               | Episódio: Balactus: Part II                                |
| 2006-2008 | Everybody Hates Chris     | Eugene "Gene" Rock      | 3 episódios                                                |
| 2010-2011 | Funny or Die Presents...  | Johnson                 | 2 episódios                                                |
| 2011      | Traffic Light             | —                       | Episódio: Bonebag                                          |
| 2012      | Mr. Box Office            | Skis Mabley             | Episódio: Marcus Drops a Bomb                              |

### Como dublagem
| Ano  | Título | Personagem  | Notas      |
| ---- | ------ | ----------- | ---------- |
| 1996 | Ripper | Soap Beatty | Video game |